# Джон Ръсел
Джон Ръсел, 1-ви граф Ръсел (на английски: John Russell, 1st Earl Russell), известен и като лорд Джон Ръсел, е английски държавник, министър на външните работи (1852 – 1853) и (1859 – 1865) в две правителства на вигите. На два пъти (1846 – 1852) и (1865 – 1866) е министър-председател на Обединеното кралство. Започва политическата си кариера като част от вигите, но я завършва като либерал. Дядо на философа Бъртранд Ръсел.